# 현북면
현북면(縣北面)은 대한민국 강원특별자치도 양양군의 면이다.

## 연혁
- 1914년 강원도 양양군 현북면
- 1945년 북위 38도선으로 미군정 관할이 됨
- 1945년 9월 16일 : 강릉군에 편입
- 1954년 11월 17일 양양군을 강원도의 관할에 두면서 양양군으로 환원되었다.[1]

## 행정 구역
| 법정리   | 한자명   | 행정리               | 비고            |
| -------- | -------- | -------------------- | --------------- |
| 기사문리 | 基士門里 | 기사문리             |                 |
| 대치리   | 大峙里   | 대치리               |                 |
| 도리     | 陶里     | 도리                 |                 |
| 말곡리   | 末谷里   | 말곡리               |                 |
| 면옥치리 | 綿玉峙里 | 면옥치리             |                 |
| 명지리   | 明池里   | 명지리               |                 |
| 법수치리 | 法水峙里 | 법수치리             |                 |
| 상광정리 | 上光丁里 | 상광정리             |                 |
| 어성전리 | 漁城田里 | 어성전1리, 어성전2리 |                 |
| 원일전리 | 元日田里 | 원일전리             |                 |
| 잔교리   | 棧橋里   | 잔교리               |                 |
| 장리     | 獐里     | 장리                 |                 |
| 중광정리 | 中光丁里 | 중광정리             |                 |
| 하광정리 | 下光丁里 | 하광정리             | 면사무소 소재지 |

## 문화재
- 양양 명주사 동종 - 어성전리 소재, 강원도 유형문화재 제64호

## 학교
| 학교명                  | 소재지                            | 비고        |
| ----------------------- | --------------------------------- | ----------- |
| 현북초등학교            | 현북면 송이로 222 (상광정리)      |             |
| 광정초등학교            | 현북면 하조대1길 38 (하광정리)    |             |
| 현성초등학교            | 현북면 어성전길 114 (어성전리)    |             |
| 현성초등학교 면옥치분교 | 현북면 면옥치길 220 (면옥치리)    | 1997년 폐교 |
| 현성초등학교 법수치분교 | 현북면 법수치길 850-28 (법수치리) | 2007년 폐교 |
| 남천초등학교            | 현북면 도리2길 92 (도리)          | 2008년 폐교 |
| 현북중학교              | 현북면 송이로 254 (상광정리)      |             |

## 교통
- 하조대 나들목